# Guerpont
Guerpont é uma comuna francesa na região administrativa de Grande Leste, no departamento de Meuse. Estende-se por uma área de 6,12 km². Em 2010 a comuna tinha 253 habitantes (densidade: 41,3 hab./km²).